# Mirabeau B. Lamar
Mirabeau Buonaparte Lamar (16. srpna 1798 – 19. prosince 1859) byl americký politik, druhý prezident Republiky Texas.
Mirabeau B. Lamar se narodil v Georgii, kde později založil noviny Columbus Ledger-Enquirer. Do Texasu se přestěhoval v roce 1835 a v rámci Texaské revoluce tam bojoval proti Mexiku.
V letech 1838 až 1841 byl prezidentem Republiky Texas. Jeho hlavním politickým oponentem byl Sam Houston, se kterým se Lamar neshodoval jak v otázce připojení Texasu ke Spojeným státům americkým, které Lamar odmítal, tak v otázkách financí či postoje k Indiánům. Zatímco Houston byl vůči indiánům tolerantní a snažil se s nimi udržovat dobré vztahy, Lamar usiloval o vyhnání původních obyvatel z území Texasu. Jeho nemilosrdná politika měla za následek válku s kmenem Komančů v roce 1840.
Vzhledem k jeho podpoře školství je zván „otcem vzdělávání v Texasu“ a jeho jméno dnes nese řada texaských škol, mimo jiné Lamar University.